# Teixit adipós blanc

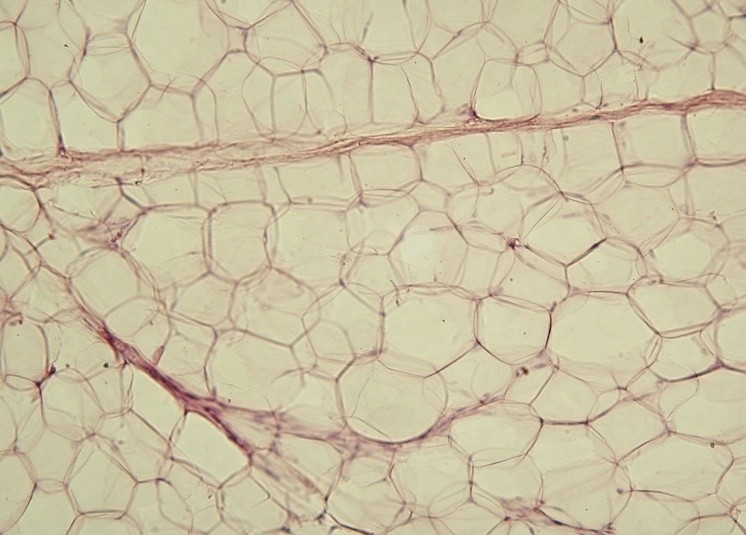
Imatge per microscopia òptica d'un tall de teixit adipós blanc (tinció amb hematoxilina-eosina: observi's l'aspecte vacuolat de les cèl·lules que han perdut el seu contingut lipídic durant la preparació histològica)

El teixit adipós blanc és el principal teixit de reserva en mamífers, acumulant grans quantitats de triacilglicèrids en el citoplasma de les seves cèl·lules, dins d'una gran vesícula lipídica que ocupa la major part de la cèl·lula o adipòcit. El protoplasma i el nucli queden reduïts a una petita àrea prop de la membrana. La resta és ocupat per una gran gota de greix.
El teixit adipós, que manca de substància fonamental, està dividit per fines trabècules de teixit fascicular en lòbuls.
El greix de les cèl·lules es troba en estat semilíquid i està compost fonamentalment de triacilglicèrids. S'acumula preferentment al teixit subcutàni, la capa més profunda de la pell. Les seves cèl·lules, adipòcits, estan especialitzades a sintetitzar i emmagatzemar greix. Aquesta capa es denomina, panicle adipós i fa d'aïllant del fred i de la calor. Actua com un coixinet i també com un magatzem de reserves energètiques.
Aquest tipus de teixit compleix funcions d'emplenat, especialment en les àrees subcutànies. També serveix de suport estructural. Finalment té sempre una funció de reserva. El greix varia, és de diferent consistència, líquida o sòlida.
El creixement d'aquest teixit es pot produir per proliferació cel·lular (creixement hiperplàsic), on augmenta el nombre d'adipòcits per divisió mitòtica o per augment de volum de la cèl·lula adiposa per acumulació d'una major quantitat de lípids en les cèl·lules ja existents (creixement hipertròfic). Durant la infantesa i l'adolescència el creixement és generalment, hiperplàsic i en l'individu adult hipertròfic.

## Vegeu, a més
Teixit adipós marró